# Bathymicrops
Bathymicrops — род морских лучепёрых рыб семейства Ипноповые отряда аулопообразных (Aulopiformes). Название рода происходит от греческих слов bathys (глубокий), mikros (большой) и ops (внешний вид). Рыбы с очень тонким телом, полностью покрытым чешуей и с маленькими редуцированными глазами, покрытыми чешуей. Брюшные плавники расположены впереди спинного плавника. Есть хорошо развитые жаберные тычинки, 11-14 на первой дуге. Длина тела представителей рода от 11,4 до 11,7 см. Глубоководные придонные рыбы. Встречаются на глубине от 4250 до 5900 м. Обитают в Тихом и Атлантическом океанах. Они безвредны для человека, не являются объектами промысла.

## Виды
По данным World Register of Marine Species, на апрель 2025 года в состав рода включают 4 ныне живущих вида:
- Bathymicrops belyaninae Nielsen & Merrett, 1992
- Bathymicrops brevianalis Nielsen, 1966
- Bathymicrops multispinis Nielsen & Merrett, 1992
- Bathymicrops regis Hjort & Koefoed, 1912